# چوی میونگ گیل
چوی میونگ گیل (کره‌ای: 최명길؛ زادهٔ ۱۱ نوامبر ۱۰۶۲) بازیگر اهل کره جنوبی است. چوی چندین جایزهٔ بازیگر نقش اول زن برای ایفای نقش در فیلم سال ۱۹۹۴ به نام زندگی گلگون، دریافت کرده‌است. او همچنین در درام‌های تلویزیونی متعددی از جمله ازدواج (۱۹۹۳)، اشک‌های اژدها (۱۹۹۶)، ملکه میونگ‌سونگ (۲۰۰۱) ، دوباره عشق من (۲۰۰۹)، امپراطور افسانه ها (۲۰۱۰)، مخمصه (۲۰۱۴) و کفش‌های قرمز (۲۰۲۱) ایفای نقش کرده‌است.
از آثار دیگری که درآنها ایفای نقش کرده‌است می‌توان به افتخار جین اشاره کرد.

## مجموعه تلویزیونی
| سال  | نام مجموعه               | کارگردان                 | نقش                       | توضیحات           |
| ---- | ------------------------ | ------------------------ | ------------------------- | ----------------- |
| ۱۹۸۲ | زنان تاریخ: هوانگ جین یی |                          | بویونگ                    | ۳۲ قسمتشبکه MBC   |
| ۱۹۸۳ | پادشاه قصر چودونگ        | لی بیونگ هون             | دختر خانواده سلطنتی گوریو | ۲۷ قسمتشبکه MBC   |
| ۱۹۸۴ | درخت زردآلو در میان برف  | لی بیونگ هون             | ملکه جونگ‌هیون             | ۱۰۵ قسمتشبکه MBC  |
| ۱۹۸۵ | ارکیده باد               | لی بیونگ هون             | ملکه جونگ‌هیون             | ۵۸ قسمتشبکه MBC   |
| ۱۹۸۸ | خاطرات بانو هه‌گیونگ      | لی بیونگ هون             | بانو هه گیونگ             | ۶۲ قسمتشبکه MBC   |
| ۱۹۸۹ | پامون                    | لی بیونگ هون             | بانو هه گیونگ             | ۲۸ قسمتشبکه MBC   |
| ۱۹۹۶ | اشک‌های اژدها             | کیم جه هیونگ             | ملکه وون‌گیونگ             | ۱۵۹ قسمتشبکه KBS1 |
| ۲۰۰۱ | امپراتریس میونگ‌سونگ      | یون چانگ بومشین چانگ سوک | امپراتریس میونگ‌سونگ       | ۱۲۴ قسمتشبکه KBS2 |
| ۲۰۰۸ | شاه سجونگ بزرگ           | کیم سونگ گون             | ملکه وون‌گیونگ             | ۸۶ قسمتشبکه KBS1  |
| ۲۰۱۰ | امپراتور افسانه‌ها        | یون چانگ بومکیم یونگ جو  | ملکه هه‌بی هه سوسول        | ۶۰ قسمتشبکه KBS1  |